# Gran Enciclopedia Galega Silverio Cañada
A Grande Enciclopédia Galega Silverio Cañada (em galego:  Gran Enciclopedia Gallega Silverio Cañada, Gran Enciclopedia Galega Silverio Cañada, Gran Enciclopedia Gallega ou Gran Enciclopedia Galega) é uma enciclopédia com temática galega, editada em espanhol e galego. Possui versão impressa e em DVD.

## História
A primeira edição de quarenta e três volumes em língua espanhola, dirigida por Ramón Otero Pedrayo, foi publicada em 1974, sob o título de Gran Enciclopedia Gallega Silverio Cañada. Os coordenadores editoriais foram: Perfecto Conde, Arturo Reguera López e Xosé Ramón Fandiño Veiga e teve participação de Xesús Alonso Montero.
Uma obra singular, de informação fina e subtil, de síntese vital, reflexo total e preciso, da realidade da Galiza no seu ser histórico e social.[carece de fontes?]— Ramón Otero Pedrayo

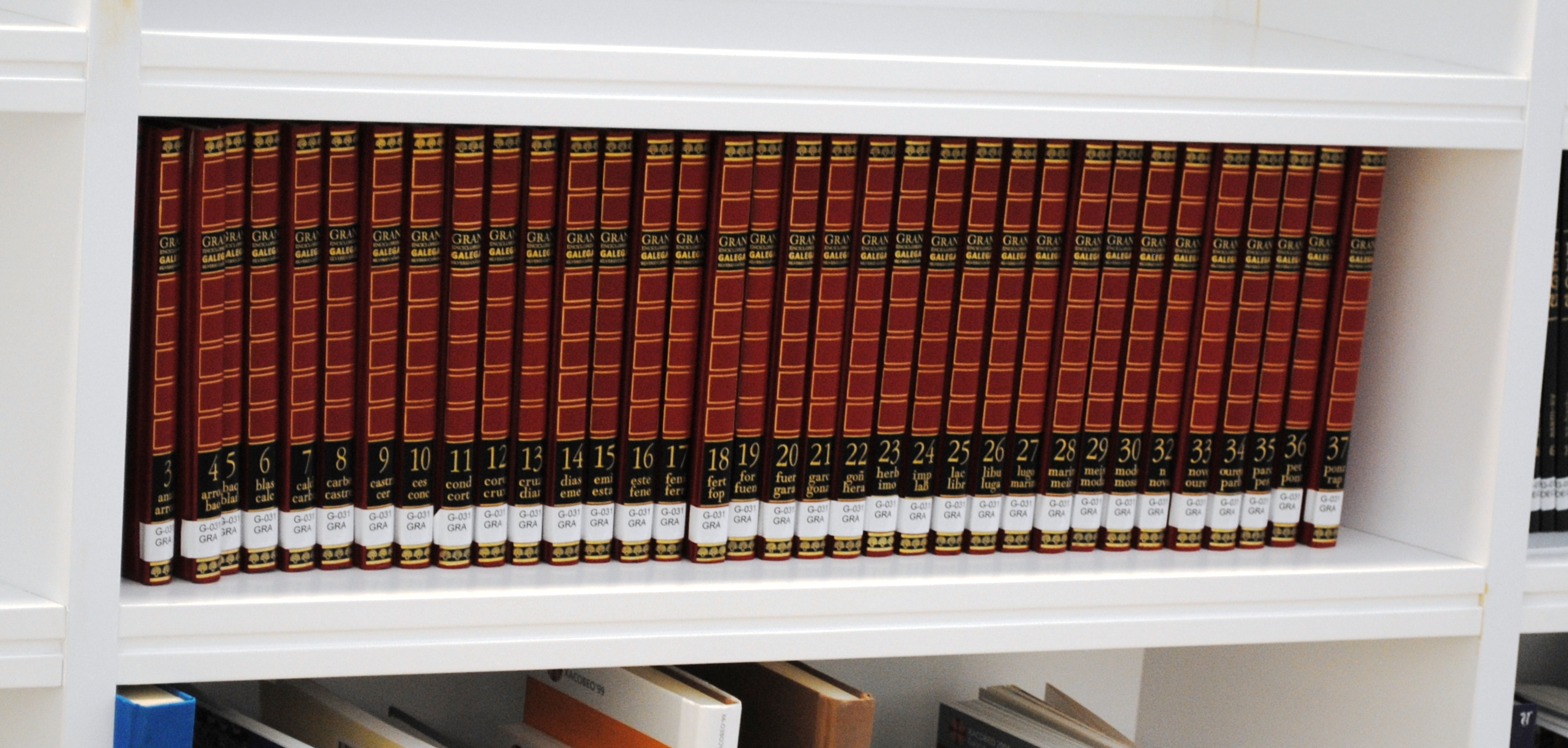
Vários exemplares da GEG ocupam as prateleiras da Biblioteca da Galiza.

Trinta anos depois, a enciclopédia começou a ser publicada em galego por dois grupos editoriais distintos, Editorial Novos Vieiros da Corunha (54 volumes) e o Grupo El Progreso de Lugo (44 volumes).
Foi dirigida por Benxamín Casal e participaram dela quinhentos colaboradores. Os membros do conselho assessor foram: Isaac Díaz Pardo, Xosé Ramón Barreiro Fernández, Xaime Illa Couto, Alfonso Zulueta de Haz, Alfredo Conde, Víctor Freixanes, Manuel María, Basilio Losada, Xavier Alcalá, Antonio Bonet Correa, Xosé García Oro, Manuel Lucas Álvarez, Xesús Alonso Montero, Xaime Quessada, entre outros.
Existe um ótimo trabalho na recolha de dados, nas pesquisas e verificação cruzada em fontes diferentes, de modo a fazer com que tudo neste país possa ser interessante, reflita nesta magnum opus, para que seja realmente uma ferramenta útil de trabalho e para definir a Galiza em termos enciclopédicos, que é no alvorecer de um novo milénio.[carece de fontes?]— Blanca García Montenegro, presidente do Grupo El Progreso.

### Versão em DVD
A versão em DVD com língua galega foi lançada em 2005.
Possui 100 000 entradas, 25 000 fotografias, 2 500 gráficos e 500 mapas (incluindo um mapa individual para cada um dos 315 concelhos da Galiza).
A enciclopédia é estruturada em cinco secções:
- Enciclopedia (Enciclopédia).
- Biografías (Biografias), com cerca de 4 000 artigos.
- Heráldica, com mais de 2 000 entradas de apelidos e linhagens.
- Descubre Galicia (Conheça a Galiza), com um índice que chega até o nível das paróquias.
- "Dossier" (Dossiê)

Em 2011, foi distribuída pelo Grupo El Progreso com o preço de 9,95 €.